# Асланова Сона Шахназар-кизи
Сона Шахназар-кизи Асланова (нар. 4 жовтня 1924 — пом. 9 березня 2011) — азербайджанська і радянська співачка, заслужена артистка Азербайджанської РСР, відома виконанням класичного оперного та народного вокального репертуару.

## Життєпис
Сона Асланова закінчила Азербайджанську державну консерваторію імені Гаджибекова. Пізніше вона стала професором цієї консерваторії і викладала оперний спів.
Асланова брала участь у багатьох радіотрансляціях та знімалася у фільмах. Деякими з її відомих ролей є Нігяр з «Кероглу», Асья з «Аршин Мал Алан» та Аслі з «Аслі і Керем», всі три — твори Узеїра Гаджибекова, який особисто допомагав співачці порадами на початку її кар'єри.
Сона Асланова також активно гастролювала радянськими республіками та країнами «близького зарубіжжя». Вона працювала з такими видатними постатями азербайджанської культури як співаки Бюль-Бюль та Рашид Бейбутов.
З 1994 року співачка проживала в США.

## Нагороди
- Заслужена артистка Азербайджанської РСР (1956),
- Орден «Знак Пошани» (09.06.1959)[2]

## Фільмографія
- Doğma Xalqıma (Koroglu) (1954)
- Зустріч (1955, Görüş; Бакинська студія художніх фільмів) — Фірангіз (дублювала Олександра Харитонова)
- «Наша вулиця» (1961)
- «Телефоністка» (1962)
- Я буду танцювати (1962)
- Аршин Мал Алан (1965)
- Bizim Cəbiş Müəllim (1969)
- O Qızı Tapın (1970)
- Gün Keçdi (1971)
- Ömrün Səhifələri (1974)
- Bir az da Bahar Bayramı (1979)
- Istintaq (1979)
- «Хочу зрозуміти» (1980)
- Узеір Ömrü (1981)
- «Ділова поїздка» (1982)
- Qəmbər Hüseynli (2007)